# 카복실산

카복실산과 카복실 이온

카복실산(Carboxylic acid) 또는 카르복시산은 카복시기(-C(=O)-OH, 간단히 -COOH)라는 작용기를 갖고 있는 유기산을 말한다.
카복실산의 녹는점과 끓는점은 크기가 비슷한 탄화수소나, 산소가 있는 화합물에 비해 상당히 높다. 카복실산의 탄소는 sp2 혼성 구조를 이루고 있고, 수소결합으로 이합체를 형성하기 때문에 끓는점이 높고, 물에 대한 용해도가 크다. 카복실산은 카복시기의 수와 결합되어 있는 원자단에 따라 모노카복실산, 다이카복실산,트리카복실산, 지방족 카복실산, 방향족 카복실산으로 구분할 수 있다.

## 주요 카복실산
- 폼산(개미산, 메탄산) (HCOOH). 개미산이라고도 한다. 가장 단순한 카복실산 화합물--메탄올이나 폼알데하이드를 산화시켜 만든다.
- 아크릴산 (에텐산) - CH2=CHCOOH, 고분자 중합에 사용된다.
- 락트산(젖산)
- 아미노산 - 단백질을 이루는 물질
- 구연산(citrate,citric acid) - 탄소 원자가 3개 결합되어 있고, 각 탄소마다 카복시기가 연결되어 총 3개의 카복시기로 구성되어있는 카복실산으로 트리카복실산이다.

- 지방산 - R-COOH 형태로 카복시기가 1개만 연결된 유기산 R은 알케인 또는 알켄
  - 아세트산 (에탄산) - CH3COOH, 식초의 주성분
  - 프로피온산 - CH3CH2COOH
  - 뷰탄산
  - 팔미트산
  - 올레산

- 방향족 카복실산
  - 벤조산 - C6H5COOH.
  - 살리실산

- 이염기산
  - 옥살산 - HOOCCOOH, 많은 식물에서 생성되며 두개의 카복시기가 연결된 다이카복실산이다.
  - 말론산 - HOOCCH2COOH
  - 석신산 - HOOC(CH2)2COOH
  - 말산(사과산)

## TCA회로
TCA회로인 트리카복실산회로는 트리(tri-)카복실산(Carboxylic acid)에서 다이카복실산(Di-Carboxylic acid)으로 전환되고 계속해서 다시 트리카복실산(tri-Carboxylic acid)으로 순환하는 과정이다.
| |
| 트리카복실기(tri-Carboxylic-)가 다이카복실기(Di-Carboxylic-)로 전환되고 이어서 다시 다이카복실기(Di-Carboxylic-)가 트리카복실기(tri-Carboxylic-)로 순환되는 트리카복실산회로( tricarboxylic acid cycle)인 시트르산회로 |

TCA회로의 카본(carbon) 백본(backbone)은 6-5-4-를 유지한다.

## 같이 보기
- 유기산
- 카복시기